# Tobbe Ek
Torbjörn Harald "Tobbe" Ek, född 10 april 1977, är en svensk journalist. Han är bland annat känd som nöjeskrönikör hos Aftonbladet och skriver för deras schlagerblogg.
Ek, som är uppvuxen strax utanför Vallentuna, tog 2001 examen i journalistik vid Stockholms universitet. Han har sedan dess arbetat på bland annat UR och SVT som inslagsproducent, reporter och researcher. Sedan 2005 har han varit verksam hos Aftonbladet och har där haft roller som bland annat reporter, utrikeskorrespondent i London och krönikör. Ek var även arbetstagarrepresentant i Schibsteds styrelse mellan 2016 och 2023.